# Вест Берлингтон (Ајова)
Вест Берлингтон (енгл. West Burlington) град је у америчкој савезној држави Ајова. По попису становништва из 2010. у њему је живело 2.968 становника.

## Демографија
Према попису становништва из 2010. у граду је живело 2.968 становника, што је -193 (-6.1%) становника више него 2000. године.
| Група             | 2000.         | 2010.         |
| Белци             | 2.928 (92,6%) | 2.617 (88,2%) |
| Афроамериканци    | 79 (2,5%)     | 123 (4,1%)    |
| Азијати           | 33 (1,0%)     | 52 (1,8%)     |
| Хиспаноамериканци | 97 (3,1%)     | 117 (3,9%)    |
| Укупно            | 3.161         | 2.968         |